# David Wilkie (schilder)
David Wilkie (Fife, 18 november 1785 – Malta, 1 juni 1841) was een Schotse schilder. Hij schilderde vooral genrestukken en portretten en was een invloedrijke schilder wiens werk tot ver buiten Engeland werd gebruikt ter inspiratie.

## Biografie
Wilkie werd op 18 november 1785 geboren in Cults, in het graafschap Fife (tegenwoordig een raadsgebied), bij Edinburgh. In 1799, op 14-jarige leeftijd werd Wilkie student aan de Royal Scottish Academy in Edinburgh. Zes jaar daarna werd hij aan de Royal Academy of Arts, in Londen, toegelaten. Een jaar daarna was hij al redelijk succesvol met zijn schilderijen waaronder The Village Politicians, en The Blind Fiddler. Op de tentoonstelling van de Royal Scottish Academy werd dit laatstgenoemde schilderij gekocht door de National Gallery.
Tussen 1825 en 1828 leefde hij in Italië en Spanje, waar hij schilderijen maakte van de oorlog op het Iberisch Schiereiland. Begin 1830 werd Wilkie door Thomas Lawrence benoemd tot "painter in ordinary to the king". In 1836 ontving hij de eer van het ridderschap.
In het najaar van 1840 reisde Wilkie terug naar het oosten. Nadat hij Nederland en Duitsland gepasseerd was bereikte hij Constantinopel, waar hij een portret schilderde van de Young sultan. Hij reisde vervolgens vanaf İzmir naar Jeruzalem, waar hij ongeveer vijf drukke weken verbleef. Zijn laatste werk was een portret van Mohammed Ali van Egypte, geschilderd in Alexandrië. Op zijn terugreis via Malta bleek hij ernstig ziek en in de ochtend van 1 juni 1841 stierf hij op een schip op zee voor de kust van Gibraltar en werd op zee begraven.

## Werken (selectie)
- Study of Trees (± 1810)
- The Letter of Introduction (1813)
- Sheepwashing (± 1817)
- The Abbotsford family (1817)
- The Honours of Scotland (1822)

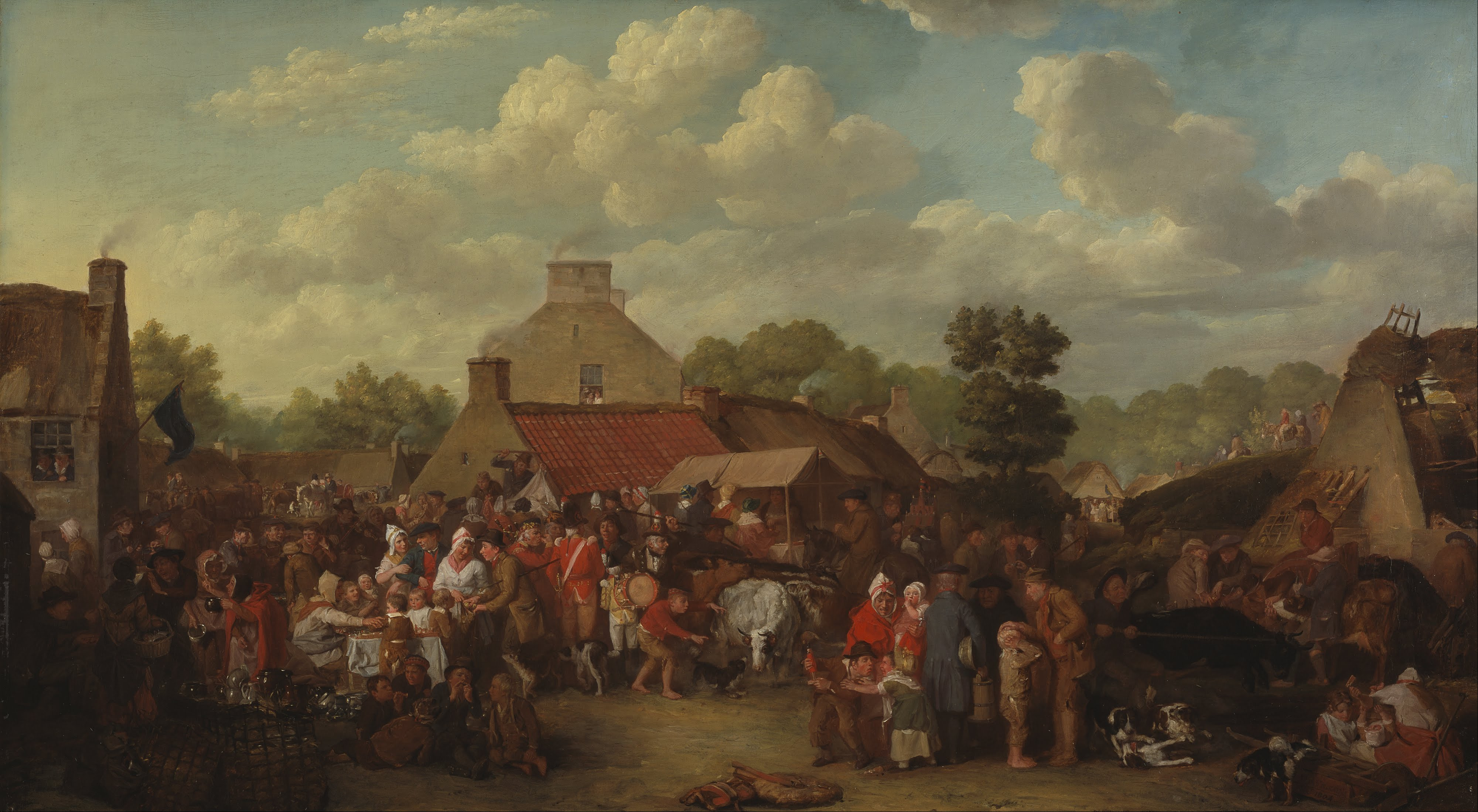
Pitlessie Fair, 1804
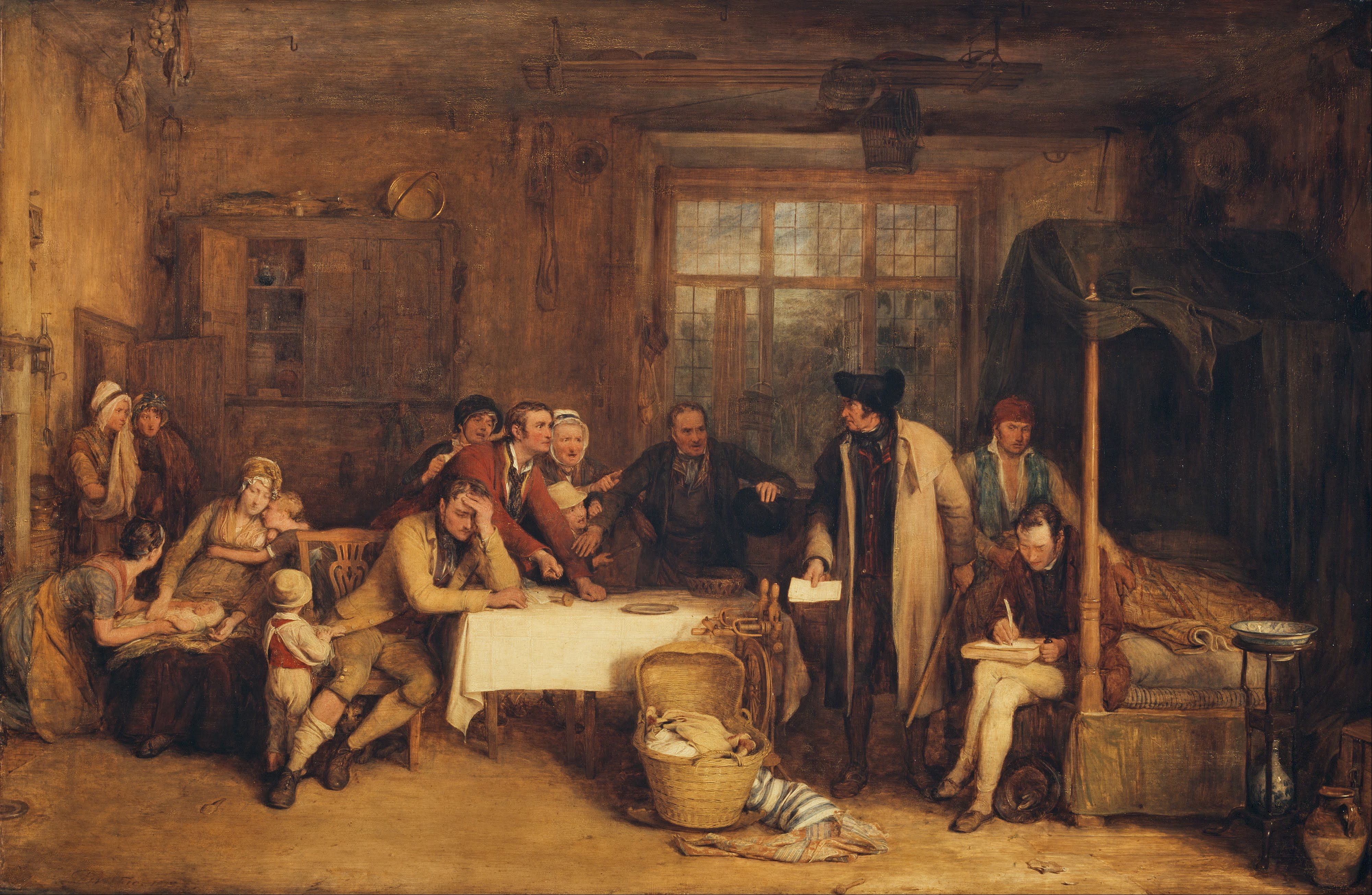
Distraining for rent, 1815
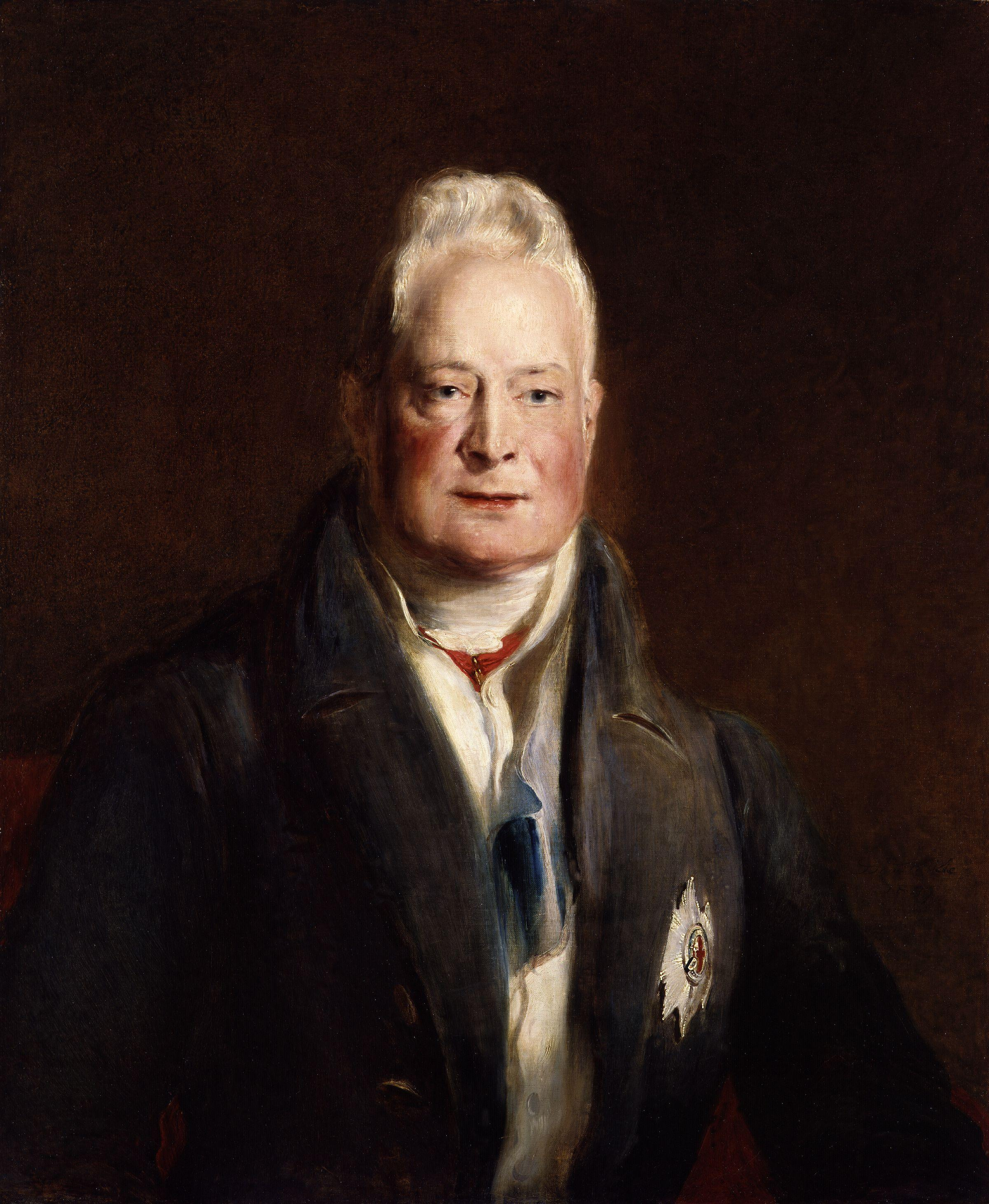
Koning William IV
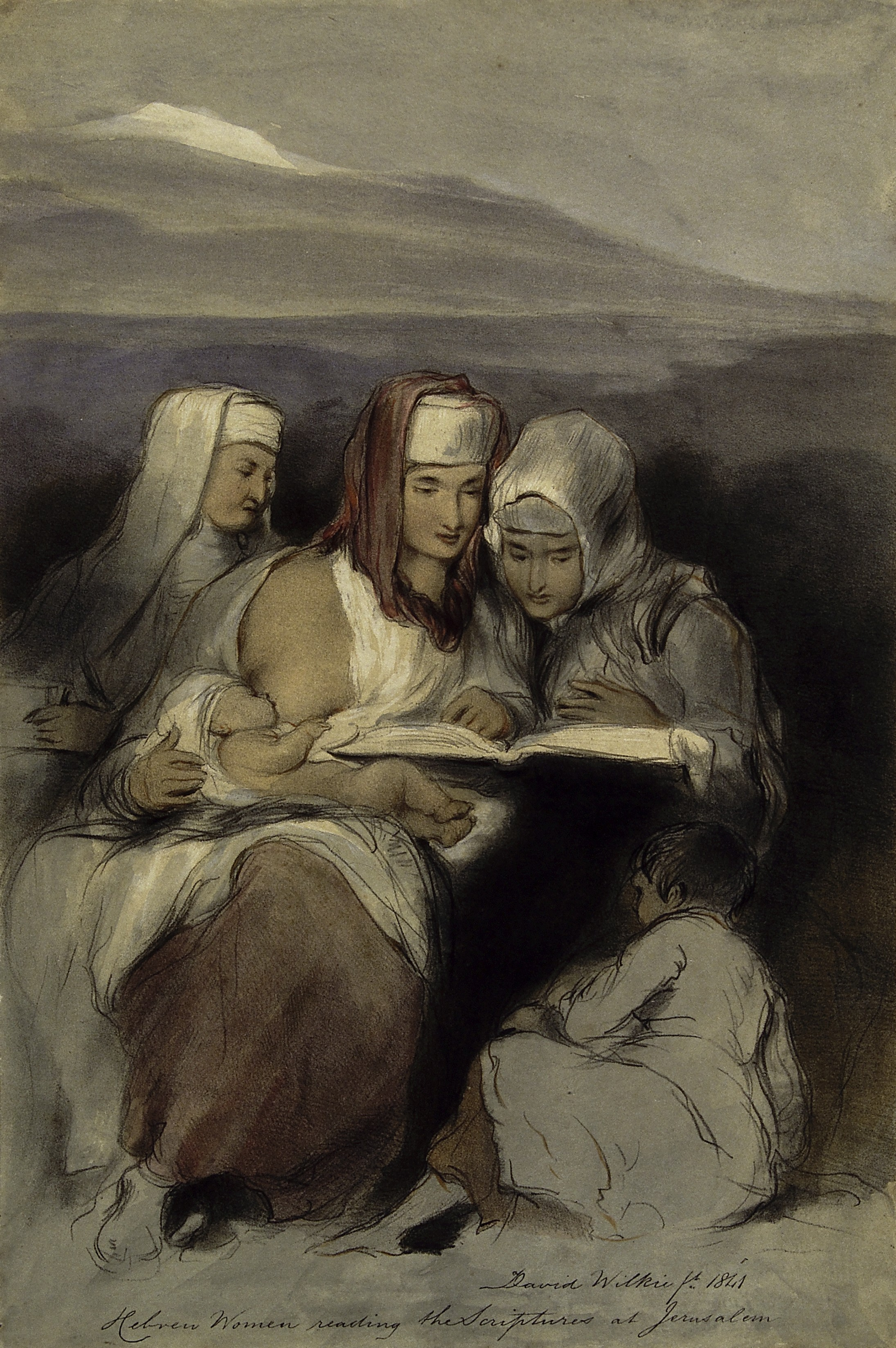
Drie Hebreeuwse vrouwen lezen de bijbel